# Carlos Ledgard Jiménez
Carlos Ledgard Jiménez (* 7. Mai 1917 in Lima; † 9. Juli 1988 ebenda) war ein peruanischer Rechtsanwalt und Politiker.
Er war der Sohn von Carlos Ledgard Neuhaus und María Jiménez Correa. Von 1956 bis 1962 vertrat er Lima im Kongress. In den Jahren 1956/57 war er Präsident des Parlaments.